# Euptychia aurigera
Euptychia aurigera är en fjärilsart som beskrevs av Otto Staudinger. Euptychia aurigera ingår i släktet Euptychia och familjen praktfjärilar. Inga underarter finns listade i Catalogue of Life.